# I'm Not There
 I'm Not There és una pel·lícula de Todd Haynes, del 2007, sobre la vida del cantant Bob Dylan.
Bob Dylan és encarnat per sis diferents actors (entre els quals una dona i un negre), per a cada període de la seva vida així com per a cada faceta de la seva personalitat: Marcus Carl Franklin, Ben Whishaw, Heath Ledger, Christian Bale, Richard Gere i Cate Blanchett. Interpreten igualment en aquesta pel·lícula David Cros, Charlotte Gainsbourg, Julianne Moore, Michelle Williams i Richie Havens.
La pel·lícula va ser principalment rodada al Quebec (a les ciutats de Brigham, Chambly, Hudson, Knowlton, un poble prop de Lac-Brome, Mont-real i Farnham), fins i tot algunes escenes van ser rodades a Los Angeles.

## Argument
Sis actors encarnen diferents aspectes de la vida de Bob Dylan (rebel, nen fugint dels orfenats, cantant de folk compromès, després estrella internacional, actor, profeta cristià «born-again», fugitiu) a través de personatges ficticis la història dels quals s'assembla a la de Dylan...

## Anàlisi de la pel·lícula i dels diferents personatges posats en escena
Aquesta anàlisi posa en perspectiva la pel·lícula i la biografia de Bob Dylan.
La pel·lícula s'obra amb Bob Dylan entrant en escena, després el mostra sobre la seva moto justa abans que tingui un accident, com el 1966. Es troba llavors allargat sobre una taula d'operacions, una autòpsia en curs sobre la seva persona (posada en l'abisme de l'objectiu fins i tot de la pel·lícula, és a dir estudiar el personatge de Bob Dylan).

### Woody Guthrie
Marcus Carl Franklin, un jove actor afroestatunidenc, fa el paper de Woody Guthrie, un Bob Dylan d'11 anys que agafa el nom del seu ídol. Woody porta una guitarra sobre la qual hi ha escrit « This Machine Kills Fascists » (Aquesta màquina mata feixistes), com el verdader Woody Guthrie. Woody és presentat com un jove que viatja pel país perseguint el seu somni, esdevenir cantant. La pel·lícula el mostra primer de tot en un circ intentant interpretar però el públic es burla d'ell i és despatxat sense cap raó. Woody coneix llavors una família afroamericana amb la qual fa amistat, i amb qui queda un moment. Canta igualment Tombstone Blues amb alguns dels homes més grans.Woody sopa llavors amb la família quan se sent insultat per una dona retraient-li que canti cançons d'una època passada. Li aconsella llavors: «Viu la teva època, noi, canta la teva època». Més tard aquella nit, Woody marxa de la casa deixant una nota on agraeix la família per a la seva hospitalitat i puja a un tren.
De nit, s'adorm i és despertat per lladres que busquen diners i intenten robar Woody, però aquest aconsegueix saltar del tren i cau en un riu. Una parella el troba inconscient i el porta a l'hospital i encara que té una mica d'aigua als pulmons, sobreviu a aquesta caiguda. La parella el porta llavors a casa seva per tal de vigilar-lo temporalment. Reben més tard una trucada telefònica d'un centre de correcció per a menors de Minnesota d'on Woody ha fugit. Woody deixa la llar que l'acollia i puja a un tren cap a Nova Jersey per tal de retre visita a la seva ídol, el verdader Woody Guthrie que es mor en un hospital. Aquesta part s'acaba amb Woody portant flors a Guthrie i plorant a la seva capçalera, i tocant finalment la guitarra per a Guthrie.

### Arthur Rimbaud
Ben Whishaw encarna un jove Dylan rebel que es fa dir Arthur Rimbaud. Arthur és presentat en una sala d'interrogatoris on explica a la gent extrems de la seva vida; és d'alguna manera el narrador dels sis diferents episodis de la vida de Dylan presentats a la pel·lícula.

### Jack Rollins
Christian Bale fa el paper de Jack Rollins, el Dylan del període folk i del començament dels anys 1960. Aquesta història és presentada com un documental i és explicada per gent que l'havia conegut, en particular per un personatge fictici de nom Alice inspirat en Joan Baez. És admirat per nombrosos aficionats de música folk que consideren les seves cançons com himnes i cançons contestatàries, mentre que el mateix Jack no les considera més que com cançons «marcant alguna cosa». Jack Rollins accepta llavors el Tom Paine Award en una reunió pels drets cívics, poc temps després de l'assassinat de Kennedy. Ebri, Rollins insulta la gent present i afirma que ha vist alguna cosa en el presumpte assassí de Kennedy, Lee Harvey Oswald, que ha vist igualment ell mateix. La gent, impactada, el xiula per tal que marxi de la sala. Aquest episodi marca el final del període contestatari de Dylan.
Christian Bale encarna igualment el Dylan cristià "nascut de nou", el pastor John. Aquest paper segueix la història de Jack Rollins, onze anys després de l'incident de la reunió pels drets cívics. Rollins marxa a una església a Califòrnia amb la seva companya per tal d'estudiar la Bíblia, de "renéixer", i de fer-se predicador. El pastor John dona finalment un sermó a parroquians (com Dylan ho feia en els seus concerts al final dels anys 1970, quan s'acabava de convertir), i canta la seva cançó de gospel Pressing On.

### Robbie Clark
Heath Ledger fa el paper de Robbie Clark, un actor fictici que interpreta el paper de Jack Rollins (interpretat per la seva part per Christian Bale) en una pel·lícula titulada Grain of Sand (en referència a la cançó de gospel de 1981 Every Grain of Sand que obsessiona Dylan). El personatge de Robbie Clark es concentra en la vida privada de Dylan i del seu matrimoni equivocat amb Claire (personatge fictici inspirat per l'ex-dona de Dylan, Sara Dylan). Robbie explica la seva història a partir de la primera vegada en què coneix Clara en un sopar al Greenwich Village on queda fascinat pel seu patrimoni cultural francès. Aquesta relació es converteix en seriosa. Robbie i Claire assisteixen llavors a l'estrena Grain of Sand que decep Claire i el públic. En una festa organitzada a casa seva amb amics, Claire veu Robbie esmunyint la seva mà entre les cuixes d'una altra dona. La seva relació es deteriora i Claire destaca l'actitud misògina de Robbie, que insinua que «els paios i les paies són diferents» i que « les paies mai no podran ser poetes».
Robbie s'allunya llavors de la seva família un moment per rodar una pel·lícula. Durant la seva absència, Claire intenta contactar amb Robbie per telèfon però no respon i demana simplement a la dona que és amb ell quan surt de la dutxa. Claire demana llavors el divorci de Robbie quan torna a casa per portar les fotos amb Claire que guardava a casa seva. Robbie i Claire són llavors al tribunal on obtenen cadascun la custòdia dels seus fills.

### Jude Quinn
Cate Blanchett encarna Jude Quinn, un Dylan que era a la cimera del seu èxit en els anys 1960, quan els seus seguidors originals l'han rebutjat, ja que el consideren com un «venut» i interpret « comercial ». Jude apareix per primera vegada després del seu període folk, en un concert a Nova Anglaterra, actuant de cara a seguidors de folk, interpretant Maggie's Farm. Jude és xiulat per seguidors impactats quan un personatge semblant a Pete Seeger intenta tallar el corrent de l'escena amb una destral però ho impedeixen homes de la seguretat, en referència a l'afirmació de Seeger en aquell temps, dient només «si hagués tingut una destral, hauria tallat el corrent. » Un nombre de seguidors expressen llavors la seva opinió sobre el nou gir pres per Jude, passant de la cançó protesta a estrella del rock. Jude respon llavors a preguntes en una conferència de premsa, preguntes en les quals Dylan va respondre durant una cèlebre entrevista dels anys 1960, com «quants cantants de folk hi ha? » o també « pensa canviar el món ? ». Llavors al seu pis de Londres, Jude és enfrontat a un cambrer de l'hotel amenaçant-ho amb un ganivet a conseqüència del seu rebuig de les cançons compromeses. L'home és llavors estirat a la catifa per l'amant de Dylan amb una ampolla, i és evacuat de l'habitació. Jude pren aparentment droga amb els Beatles quan els periodistes intenten entrevistar-lo. És llavors en preses amb Keenan Jones, personatge fictici inspirat de la cançó Ballad of a Thin Man, i interpretat per Bruce Greenwood. Jude al·lucina llavors per la presència de Coco Rivington, personatge fictici inspirat en Edie Sedgwick, després la seva versemblant separació. Coco es veu d'aleshores endavant amb un altre home, un amic de Jude. Jude és llavors portat a un cotxe pels seus amics i Keenan Jones es comença a trobar malament, malestar reforçat pel consum de drogues. El grup coneix llavors Allen Ginsberg per a qui el fet de perdre els seus seguidors originals és un acte de fe envers Déu, després li promet la salvació, lluny de les pressions de les seves diferents vides.
Keenan Jones qüestiona finalment Jude per tal de saber si es preocupa per la gent i pel que canta cada vespre, al qual Jude respon: «Com podria respondre si tens la cara de demanar-m'ho ? », el que s'assembla a l'entrevista donada per Dylan al Time el 1965. Jude surt llavors del cotxe, fastiguejat, i se'n va.
La cançó Ballad of a Thin Man és utilitzada com a banda sonora quan Keenan Jones al·lucina i creu veure altres homes assemblar-se-li, sobretot un individu nu assemblar-se-li del tot (referencia a la frase «Veus algú nu i preguntes qui és aquest home» d'aquesta cançó). Jones rep llavors un anuari datant dels anys d'institut de Jude Quinn, la foto d'aquest assemblant-se molt al personatge de Jack Rollins, sobreentenent així que tots els actors de la pel·lícula fan el paper del mateix personatge, Bob Dylan. Jude Quinn canta llavors Ballad of a Thin Man en el moment d'un concert quan seguidors furiosos el qualifiquen de «Judes», Jude respon « Jo no ho crec. » Mentre que els seguidors grimpen a l'escena per enganxar-se visiblement a Jude, aquest s'escapa discretament amb el seu grup. De tornada a casa seva, Jude veu Keenan Jones revelar a la televisió, la verdadera identitat de Jude Quinn, «Aaron Jacob Edlesteen» (aquest nom d'arrels jueves fa referència al nom civil de Bob Dylan, Robert Allen Zimmerman, la família del qual fuig de l'Europa de l'est de resultes de Pogroms). Una fotografia dels verdaders pares de Jude també és anunciada a la pantalla. Jude dona llavors una festa a la qual són convidats els seus amics, el seu grup i Coco Rivington. Jude hi consumeix droga, s'emborratxa, i insulta Coco davant el seu amant, declarant « ella és la més dolça de les gates». Sentint-se Jude cada vegada més malament, els seus amics el porten a l'hospital.

### Billy the Kid
Richard Gere fa el paper de Billy el Nen, un Dylan gran per a qui les històries anteriorment narrades són part del passat. Aquest episodi s'enfoca sobre la vida country de Dylan des de l'era Woodstock fins als seus últims anys. Billy és despertat pels lladrucs del seu gos Henry, que el porta fora de la propietat, lligat amb una corretja, però aconsegueix no obstant això escapar-se. Billy el busca llavors pels boscos, però no aconsegueix trobar-lo. Billy recorda llavors la seva vida passada (la de Robbie Clark), en particular el fracàs del seu matrimoni. Billy retroba llavors el seu amic Homer, en referència a la cançó Open the Door, Homer present a l'àlbum The Basement Tapes. Billy li pregunta llavors si no ha vist el seu gos, a què Homer respon negativament. Homer explica llavors a Billy la destrucció del Comtat de Riddle planificada per un vell anomenat Pat Garett (referencia a l'àlbum Pat Garrett & Billy The Kid), cosa que arrossega entre la població una ona de suïcidis i d'homicidis, entre els quals el d'una noia que respon al nom de Henry. Billy va llavors al Comtat de Riddle per presentar els seus homenatges a la Sra. Henry i a Mr Montgomery pels seus serveis. Mentre que els ciutadans celebren Halloween, el servei funerari es manté en l'exterior, un grup tocant la cançó de Dylan Going to Acapulco extreta dels The Basement Tapes interpretada pel grup Calexico.
Després del servei, Pat Garrett (interpretat per Bruce Greenwood) fa la seva entrada i s'enfronta a la població local. Billy col·loca sobre la seva cara una màscara de Halloween i li diu a Garrett que es quedi lluny de l'explicació de Riddle. Garrett li demana el seu nom, al que Billy respon William. Garrett li demana llavors que es tregui la seva màscara, Billy compleix, permetent així a Garrett reconèixer-lo. Garrett no és doncs més que la reencarnació de Keenan Jones. Garrett demana llavors als homes de la llei que detinguin Billy. Aquest és portat a presó, però aconsegueix escapar-se'n gràcies a l'ajuda d'Homer. Billy arriba finalment a pujar a un tren, mentre que Homer es queda a terra, dient-li adéu. Billy, inspeccionant el vagó en el qual es troba, descobreix una guitarra que porta la inscripció « This Machine kills Fascists » la mateixa guitarra que tenia quan era Woody Guthrie.
Billy s'asseu al vagó i toca la guitarra. Les últimes línies de Billy són: «La gent parla sempre de llibertat, i com viure d'una certa manera. Ja que es veu d'una certa manera, i s'assembla poc a la llibertat. Jo ? Puc canviar. Quan em desperto sóc una persona, quan dormo sé de ben segur que sóc algú més. No sé què sóc la majoria del temps. És com si estigués ahir, avui i demà davant de vostè. Res del que es produirà no és dit. » El tren marxa llavors lluny, metàfora del Never Ending Tour, sèrie de concerts ininterrompuda des dels anys 1980.
La pel·lícula s'acaba amb un extracte del documental Dont Look Back on el veritable Dylan aquesta vegada toca l'harmònica.

## Repartiment
El quadre següent mostra els papers principals, així com la seva inspiració suposada.
| Actor                     | Paper                    | Inspiració        | Notes |
| ------------------------- | ------------------------ | ----------------- | --- |
| Christian Bale            | Jack Rollins / Pare John | Bob Dylan         | Inspirat en els començaments de Bob Dylan com a cantant folk de protesta (1962 - 1965) així com de la seva conversió al cristianisme "born-again" (1979 - 1983). |
| Cate Blanchett            | Jude Quinn               | Bob Dylan         | Inspirat en el període en què Bob Dylan "traeix" les seves arrels folk passant a la guitarra elèctrica i abandonant les cançons de protesta, després, a la cimera de la seva glòria, és víctima d'un greu accident de moto (1965 - 1966).                                                 |
| Marcus Carl Franklin      | Woody Guthrie            | Bob Dylan         | Inspirat en les mentides de Bob Dylan al començament de la seva carrera sobre la seva infantesa, on pretenia haver fugit per veure Woody Guthrie, haver passat per múltiples ciutats (Sioux Falls per exemple), ser orfe, i haver interpretat en un circ entre dos números de striptease. |
| Richard Gere              | Billy el Nen             | Bob Dylan         | Inspirat en el període de Dylan on actuava a la pel·lícula Pat Garrett i Billy The Kid, el 1973. |
| Heath Ledger              | Robbie Clark             | Bob Dylan         | Anys de matrimoni de Bob Dylan amb Sara Lownds (1966 - 1977). |
| Ben Whishaw               | Arthur Rimbaud           | Bob Dylan         | Inspirat en les entrevistes donades en els anys 1960. |
| Benz Antoine              | Rabbit Brown             | Bobby Seale       | |
| David Cros                | Allen Ginsberg           | Allen Ginsberg    | |
| Charlotte Gainsbourg      | Clara                    | Sara Dylan Lownds | |
| Julianne Moore            | Alice Fabian             | Joan Baez         | |
| Garth Gilker              | Woody Guthrie            | Woody Guthrie     | Es tracta probablement del període 1956-1961, quan Guthrie va ser hospitalitzat en un establiment de New Jersey, el Greystone Park Psychiatric Hospital. |
| Bruce Greenwood           | Keenan Jones/Pat Garrett | -                 | Inspirat en el personatge "Mr Jones" de la cançó Ballad of a Thin Man. |
| Mark Camacho              | Norman                   | Albert Grossman   | Manager de Bob Dylan en els anys 1960. |
| Michelle Williams         | Coco Rivington           | Edie Sedgwick     | |
| Johann St-louis           | John                     | John Lennon       | |
| Mickael Sébastien Vitanza | Paul                     | Paul McCartney    | |
| Pierre-Luc Lebeau         | George                   | George Harrison   | |
| Jean-Nicolas Déry         | Ringo                    | Ringo Starr       | |

## Banda sonora
Tot i que la pel·lícula que barreja fets i ficció, la banda sonora és constituïda per cançons originals de Dylan i de vegades d'altres intèrprets. Entre la quarantena de peces que han estat utilitzats, més de la meitat són del mateix Dylan; tres són interpretats per altres autors i la resta figura sobre el doble àlbum aparegut amb el mateix títol. Només la cançó que ha donat el seu títol a la pel·lícula és interpretada per Bob Dylan (amb el seu grup) mentre que la majoria de vegades són degudes a artistes independents.
The Million Dollar Bashers és un supergrup creat per a l'ocasió composta de Lee Ranaldo i Steve Shelley (Sonic Youth), Nels Cline (guitarrista de Wilco), Tom Verlaine (guitarrista de Television), Tony Garnier (contrabaixista de Dylan), Smokey Hormel (guitarrista de Dylan) i John Medeski (teclat de Dylan).

### Disc 1
1. All Along the Watchtower per Eddie Vedder (Pearl Jam) i the Million Dollar Bashers
2. I'm Not There per Sonic Youth
3. Goin' To Acapulco per Jim James i Calexico
4. Tombstone Blues per Richie Havens
5. Ballad of a Thin Man per Stephen Malkmus i the Million Dollar Bashers
6. Stuck Inside of Mobile with the Memphis Blues Again per Cat Power
7. Pressing On per John Doe
8. Fourth Time Around per Yo La Tengo
9. Dark Eyes per Iron & Wine i Calexico
10. Highway 61 Revisited per Karen O (Yeah Yeah Yeahs) i the Million Dollar Bashers
11. One More Cup of Coffee per Roger McGuinn i Calexico
12. The Lonesome Death of Hattie Carroll per Mason Jennings
13. Billy per Los Lobos
14. Simple Twist of Fate per Jeff Tweedy
15. Man in the Long Black Coat per Mark Lanegan
16. Señor (Tales of Yankee Power) per Willie Nelson i Calexico

### Disc 2
1. As I Went Out One Morning per Mira Billotte
2. Can't Leave Her Behind per Stephen Malkmus i Lee Ranaldo
3. Ring Them Bells per Sufjan Stevens
4. Just Like a Woman per Charlotte Gainsbourg i Calexico
5. Mama You've Been on My Mind / A Fraction of Last Thoughts on Woody Guthrie per Jack Johnson
6. I Wanna Be Your Lover per Yo La Tengo
7. You Ain't Goin' Nowhere per Glen Hansard i Markéta Irglová
8. Can You Please Crawl Out Your Window? per The Hold Steady
9. Just Like Tom Thumb's Blues per Ramblin' Jack Elliott
10. Wicked Messenger per The Black Keys
11. Cold Irons Bound per Tom Verlaine i the Million Dollar Bashers
12. The Times They Are a-Changin' per Mason Jennings
13. Maggie's Farm per Stephen Malkmus i the Million Dollar Bashers
14. When the Ship Comes In per Marcus Carl Franklin
15. Moonshiner per Bob Forrest
16. I Dreamed I Saw St. Augustine per John Doe
17. Knockin' on Heaven's Door per Antony and the Johnsons
18. I'm Not There per Bob Dylan

## Premis i nominacions

### Premis
- 2007. Gran Premi del Jurat per Todd Haynes
- 2007. Copa Volpi per la millor interpretació femenina per Cate Blanchett
- 2008. Globus d'Or a la millor actriu secundària per Cate Blanchett

### Nominacions
- 2007. Lleó d'Or
- 2008. Oscar a la millor actriu secundària per Cate Blanchett
- 2008. BAFTA a la millor actriu secundària per Cate Blanchett